# Ецелино II да Романо
Ецелино II да Романо (на италиански: Ezzelino II da Romano, „il Monaco“; † 1235 като монах) e господар на Басано, италиански генерал и подест. Рожденото му име е Ецелино да Онара (Ezzelino da Onara) и от 1200 г. се нарича „да Романо“.

## Биография
Той е вторият син на Ецелино I да Онара, наричан Плешливия („il Balbo“) († след 1182), който е господар на замъка в Онара, Романо, Басано дел Грапа и Годего. Майка му е Аурия от Баоне, дъщеря на Рикардо от фамилията на графовете на Баоне (в провинция Падуа).
По-големият му брат Джовани умира и Ецелино II наследява баща си.
От 1191 до 1193 г. Ецелино II е подеста на Тревизо и от 1193 г. подеста на град Виченца.

## Фамилия
Първи брак: с Агнеса д’Есте, дъщеря на Обицо V д’Есте. Те имат една дъщеря:
- Цецилия

Втори брак: през 1170 г. със Сперонела Далесмани (* 1149, Падуа, † 24 декември 1199), дъщеря на Далесмано и на Мабилия Далесмани. Чрез няколко женитби тя е собственичка на обширни земи в епископство Падуа, простиращи се от реките Брента и Мусоне и от Куртароло (в провинция Падуа) до лагуната на Венеция. Сперонела скоро го напуска, за да се омъжи за Олдерико Фонтана да Монселиче, на когото ражда син и дъщеря. Данте Алигиери я споменава в Божествената комедия в 13. песен на Инферно 133 – 35.
Трети брак: с Цецилия, богатата дъщеря наследничка на Манфредо, граф на Баоне и Абано. Тя е сгодена преди това за Герардо да Кампосанпиеро, който им прави проблеми. Малко след това Ецелино II я напуска.
Четвърти брак: през 1184 г. с Аделаида дегли Алберти ди Мангона от графска фамилия в Тусция, дъщеря на Алберто IV, граф на Магнона при Прато, и на Емилия Гуиди. Те имат децата:
- Палма († 1218) ∞ 1207 Валпертино да Кавасо (Cavaso del Tomba)
- Палма Новела, омъжена за Алберто да Баоне
- Ецелино III да Романо (1194 – 1259), господар в Марка Тревизо, женен през 1238 г. за Селвагия (1223 – 1244), извънбрачната дъщеря на император Фридрих II Хоенщауфен
- Алберико II да Романо († 26 август 1260, екзекутиран при Тревизо), подестà на Виченца (1227) и Тревизо (1240 – 1257), екскомуникиран през 1258
- Емилия († сл. 1289); омъжена през 1207 за Алберто дей Конти ди Виченца
- София († сл. 1260, Ферара), омъжена 1. за Хайнрих II господар на Егна († ок. 1230) и 2. за Салингуера II Торели, господар на Ферара
- Куница (тест. 3 ноември 1191), става като вдовица монахиня във Флоренция. Тя е омъжена 1. за Рикардо граф на Самбонифацио († 1254, Бреския), 2. за Сордело Висконти, 3. за Бонио да Тревизо, 4. за Райнерио от Бреганце (в провинция Виченца) и 5. за неизвестен благородник.

Извънбрачна връзка: с Мария да Кампосампиеро, сестра на Герардо да Кампосампиеро. Те имат една дъщеря:
- Аделазия (* 1204)

Извънбрачна връзка: с неизвестна по име жена. Те имат едно дете:
- Зирамонте († 1255)